# Hrisovul de Sobor
Hrisovul de Sobor a fost un act juridic din 1785 care interzicea vânzarea țiganilor aparte, deci interzicea despărțirea părinților de copii și a soților la vânzare. Se interzicea căsătoria între liberi și țigani. Chiar și țiganii care erau eliberați de stăpînii lor nu aveau dreptul se se căsătorească cu moldoveni.
Cu toate că avea caracter un discriminatoriu. Hrisovul din 1785 făcea un pas modest înainte pe calea recunoașterii unor concepții mai umaniste despre holopi (țigani). 